# 西尾街道
西尾街道（にしおかいどう）とは、愛知県知立市から同県西尾市に至る街道である。知立を起点として、上重原・新林・谷田、安城の井杭山・箕輪・福釜・赤松・和泉・城ヶ入・南中根等を経て、米津に入り、ここで矢作川を越え、西尾の中心部に至る。

## 経路概要
東海道の池鯉鮒宿の中町から東南方向に延びるのが「西尾街道」で、「吉良道」の道筋の一つでもある。幡豆方面に住む人々が京都に上るときに通行した道でもある。
中町から「知立新地通り」と呼ばれる商店街通りを南に進む。名鉄三河線の踏切と名鉄名古屋本線の高架下を通り抜けると、暗渠化された明治用水付近に「記らみちはし」と変体仮名で刻まれた道標がある。吉良道橋跡を南に進むとすぐに分岐点があり、西尾街道は「弘法通り」を通る。「弘法通り」は遍照院を中心とした門前町の雰囲気漂う通りである。
「弘法通り」を抜けて県道に合流し、猿渡川を渡ると「左　にしを（西尾）　のてら（野寺）　道」「右　た賀はま（高浜）」と刻まれた道標と祠堂がある。道標の右手を進み長照寺で左に折れ、再び愛知県道298号に合流し、割目川を越え、谷田、さらに吹戸川を越えて安城市二本木新町に入る。ここからは新興の住宅開発地域となり、大幅に進められてしまった区画整理により、街道跡が全く消滅してしまっている。唯一、地図上でも分かるのがJR東海道本線三河安城駅西側にある鉄道を潜る道筋である。
箕輪に入ると愛知県道48号岡崎刈谷線との接点で再び道筋が現れる。光明寺門前に「左　にしを　のでら　道」と刻まれた道標がある。箕輪町北交差点を南進すると、周囲に安城の田園風景が拡がる。途中、赤松町交差点では「大浜街道」と交わっている。赤松･和泉･石井を過ぎると国道23号知立バイパス手前には工場が多く立地する。南中根を過ぎて米津に入り朝鮮川を渡る。
米津橋のたもとの米津橋北交差点で東側からくる「岡崎街道」と合流する。かつて舟渡しがあった米津大橋で矢作川を越えて新渡場交差点で西尾市道桜町線に入る。大給町でクランク形状の旧追羽門跡を通り抜け、西尾の中心部、かつての城下町へと入る。「西尾街道」は中町に入って終点となる。
さらに吉良へ通じる道は、本町･須田町から旧須田門跡を経て南東方向へと現在の愛知県道317号西尾幡豆線を進み、一部旧道を通りながら上横須賀へと向かう。上横須賀からは「吉良道」の道筋と同じである。

## 接続・合流する路線
- 東海道
- 平坂街道（豊川市、蒲郡市、幸田町、西尾市）
- 吉良道（岡崎市、西尾市）

## 該当する県道等
- 愛知県道298号安城知立線の一部
- 愛知県道12号豊田一色線（旧愛知県道297号西尾安城線）の一部
- 西尾市道桜町線
- 西尾市道緑町錦城線の一部
- 西尾市道亀沢神下線の一部
- 西尾市道大給線の一部

## 別名
- 知立新地通り（知立市）
- 弘法通り（知立市）

## 沿線・周辺
- きらみち橋
- 遍照院
- 猿渡川
- 割目川
- 吹戸川
- 朝鮮川
- 矢作川
- 米津大橋
- 東海道新幹線、JR東海道本線 三河安城駅
- 名鉄西尾線 米津駅
- 道の駅デンパーク安城

## 参考
- 『碧海郡誌』（碧海郡教育会）